# Pianopoli
Pianopoli község (comune) Olaszország Calabria régiójában, Catanzaro megyében.

## Fekvése
A megye központi részén fekszik. Határai: Amato, Feroleto Antico, Maida, Marcellinara és Serrastretta.

## Története
A 17. század elején alapították Feroleto Antico lakosai, akiknek házai egy földrengés során elpusztultak. A 19. század elején vált önálló községgé, amikor a Nápolyi Királyságban felszámolták a feudalizmust.

## Népessége
A népesség számának alakulása:

## Főbb látnivalói
- Palazzo Torcia
- Palazzo Stella
- Palazzo Fialà
- Palazzo Andreaggi
- Palazzo Anastasio
- Sant’Agostino-templom
- Santa Croce-templom
- San Tommaso d’Aquino-templom
- San Giuseppe-templom
- Madonna dell’Addolorata-templom